# Aliteração
A aliteração é uma figura de linguagem que consiste na reiteração de um mesmo fonema ou traço distintivo consonântico ao longo de um enunciado. Ela vem sendo considerada recurso fônico de intensificação.
A aliteração é usada como recurso de estilo em poesia que possibilita em certas poesias antigas reconstituir uma pronúncia que desapareceu na transcrição.
Exemplos de aliteração: O rato roeu a roupa do rei de Roma. Essa frase tão conhecida é um exemplo claro de aliteração. Nela temos a repetição do som do R no início das palavras, outro exemplo: Três pratos de trigo para três tigres tristes. Essa frase tão conhecida é um exemplo claro de aliteração. Nela temos a repetição do som do T no início das palavras.